# المدرسة التركية العالمية في جدة
المدرسة التركية العالمية في جدة (بالتركية: Cidde Uluslarası Türk okulu)‏ أو إختصاراً (بالتركية: Cidde Uto)‏ هي مدرسة حسب المناهج التركية تابعة لوزارة التعليم التركية تدرس جميع الفئات العمرية من الإبتدائية إلى الثانوية. تقع في جدة في السعودية تأسست عام 1996.